# Приволжский (Нижегородская область)
Приволжский — посёлок в Воротынском районе Нижегородской области в составе Фокинского сельсовета.

## География, природные особенности
Посёлок расположен в пойме реки Волга возле дамбы в 2 км к северу от центра сельсовета — села Фокино.

## История
В 1965 г. Указом Президиума ВС РСФСР поселок Фокинского плодоваренного завода переименован в Приволжский.

## Население
| 2002 | 2010 |
| ---- | ---- |
| 40   | ↘19  |